# Station Comblain-au-Pont
Station Comblain-au-Pont is een voormalig spoorwegstation langs spoorlijn 43 in de gemeente Comblain-au-Pont.

## Reizigerstellingen
De grafiek en tabel geven het gemiddeld aantal instappende reizigers weer op een week-, zater- en zondag.
| Tabel: aantal instappende reizigers station Comblain-au-Pont | Tabel: aantal instappende reizigers station Comblain-au-Pont | Tabel: aantal instappende reizigers station Comblain-au-Pont | Tabel: aantal instappende reizigers station Comblain-au-Pont |
|                                                              | Weekdag                                                      | Zaterdag                                                     | Zondag                                                       |
| ------------------------------------------------------------ | ------------------------------------------------------------ | ------------------------------------------------------------ | ------------------------------------------------------------ |
| 1977                                                         | 197                                                          | 46                                                           | 42                                                           |
| 1978                                                         | 189                                                          | 48                                                           | 34                                                           |
| 1979                                                         | 208                                                          | 54                                                           | 31                                                           |
| 1980                                                         | 163                                                          | 54                                                           | 27                                                           |
| 1981                                                         | 175                                                          | 45                                                           | 40                                                           |
| 1982                                                         | 174                                                          | 50                                                           | 46                                                           |
| 1983                                                         | 168                                                          | 45                                                           | 43                                                           |
| 1984                                                         | 120                                                          | 43                                                           | 44                                                           |
| 1985                                                         | 141                                                          | 40                                                           | 37                                                           |
| 1986                                                         | 86                                                           | 30                                                           | 42                                                           |
| 1987                                                         | 82                                                           | 34                                                           | 45                                                           |
| 1988                                                         | 75                                                           | 46                                                           | 28                                                           |
| 1989                                                         | 68                                                           | 30                                                           | 25                                                           |
| 1990                                                         | 58                                                           | 27                                                           | 23                                                           |
| 1991                                                         | 60                                                           | 35                                                           | 41                                                           |
| 1992                                                         | 70                                                           | 40                                                           | 33                                                           |

0,0: Angleur ·
1,2: Streupas ·
2,7: Sauheid ·
4,7: Colonster ·
5,3: Sainval ·
6,9: Tilff ·
10,2: Méry ·
11,6: Hony ·
12,6: Esneux ·
14,2: Souverain-Pré ·
15,2: La Gombe ·
16,3: Poulseur ·
18,0: Chanxhe ·
20,1: Rivage ·
21,0: Comblain-au-Pont ·
23,4: Comblain-la-Tour ·
29,4: Hamoir ·
33,4: Sy ·
37,1: Bomal ·
40,4: Barvaux ·
44,2: Biron ·
49,9: Melreux-Hotton ·
54,0: Marenne ·
58,7: Marche-en-Famenne ·
62,0: Marloie